# Karma Lekshe Tsomo
Karma Lekshe Tsomo (Delaware, 23 de septiembre de 1944) es una monja budista, autora, académica y activista social estadounidense. 
Estudió un máster en Estudios de Asia Oriental y es doctora en filosofía por la Universidad de Hawái. En la Universidad de San Diego enseña budismo y religiones del mundo. Es cofundadora de la Asociación Internacional de Mujeres Budistas Sakyadhita y directora fundadora de la Fundación Jamyang, que apoya la educación de mujeres y niñas en la región del Himalaya y en Chittagong Hill Tracts de Bangladés. Tomó los preceptos de novicia como monja budista en Francia en 1977 y la ordenación completa en Corea en 1982.

## Trayectoria académica
Karma Lekshe Tsomo es profesora de estudios budistas en la Universidad de San Diego, donde enseña desde 2000. Después de quince años estudiando budismo en Dharamsala, realizó su trabajo de posgrado en la Universidad de Hawái en Manoa, obteniendo un doctorado en Filosofía Comparada en 2000. Su investigación se ha centrado principalmente en las mujeres en el budismo, la muerte y la agonía, así como la filosofía y la ética budistas.

## Activismo social
En 1985, Karma Lekshe Tsomo fundó la Fundación Jamyang, una organización sin fines de lucro que trabaja para mejorar la educación de mujeres y niñas en la región del Himalaya y actualmente dirige varias escuelas y programas de estudio en India y Bangladés. En una reunión en Bodh Gaya, en 1987, se convirtió en una de las miembros fundadoras de la organización internacional Sakydhita (Hijas del Buda), que hace campaña por la igualdad de género en el budismo. Actualmente está trabajando para crear Lai'i Peace Center como un recurso para la educación para la paz, estudios budistas y programas de servicio comunitario bajo los auspicios de Sakyadhita Hawai'i.

## Publicaciones importantes
- Karma Lekshe Tsomo (2020). Women in Buddhist Traditions. New York, NY: New York University Press. ISBN 978-1-4798-0342-2.
- Karma Lekshe Tsomo, ed. (2019). Buddhist Femininisms and Femininities. Albany, NY: State University of New York Press. ISBN 978-1-4384-7255-3.
- Karma Lekshe Tsomo, ed. (2014). Eminent Buddhist Women. Albany, NY: State University of New York Press. ISBN 978-1-4384-5131-2.
- Karma Lekshe Tsomo (2006). Into the Jaws of Yama, Lord of Death: Buddhism, Bioethics, and Death. Albany, NY: State University of New York Press. ISBN 978-0-7914-8145-5.
- Karma Lekshe Tsomo, ed. (2004). Buddhist Women and Social Justice: Ideals, Challenges, and Achievements. Albany NY: State University of New York Press. ISBN 978-0-7914-6254-6.
- Karma Lekshe Tsomo, ed. (2000). Innovative Buddhist Women: Swimming Against the Stream. Richmond, Surrey: Routledge. ISBN 978-1-136-11418-2.
- Karma Lekshe Tsomo, ed. (1999). Buddhist Women Across Cultures: Realizations. Albany, NY: State University of New York Press. ISBN 978-0-7914-4138-1.
- Karma Lekshe Tsomo (1996). Sisters in Solitude: Two Traditions of Buddhist Monastic Ethics for Women. A Comparative Analysis of the Chinese Dharmagupta and the Tibetan Mulasarvastivada Bhiksuni Pratimoksa Sutras. Albany, NY: State University of New York Press. ISBN 978-1-4384-2238-1.